# Wovoka

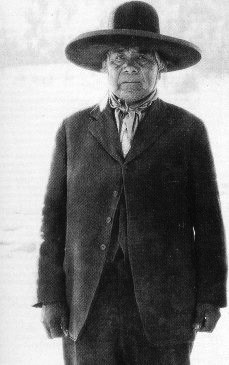
Wovoka

Wovoka (vermutlich ‚der schneidet‘, auch Wevokar, Cowejo, Wopokahte, Kwohitsauq, Quoitze, Jackson Wilson, John Johnson oder Jack Wilson genannt; * um 1856; † 20. September 1932 im Walker Valley, Nevada, USA) war ein US-amerikanischer einflussreicher Prophet der Paviotso-Paiute-Indianer.
Wovoka war der Sohn eines Paiute-Medizinmannes namens Tävibo. In seiner Jugend arbeitete er bei einer Familie Wilson in seinem Heimattal und lernte Englisch.
Wovoka galt mit Mitte 30 als indianischer Messias oder zumindest Prophet, der einen Tanz lehrte, der als Geistertanz bekannt wurde.
Während der Sonnenfinsternis am 1. Januar 1889 soll er eine Vision von einer neuen Welt gehabt haben. Darin erlebte er eine Vision des christlichen Gottes, der ihm die Botschaft mitteilte, dass der rote Mann, sofern er sich friedlich gegenüber den weißen Eindringlingen verhält, das Reich Gottes erblicken wird. Zusätzlich wurde ihm der Geistertanz befohlen, der die Indianer in ein neues Zeitalter führen werde. In einigen Erzählungen werden ihm sogar die Stigmata (die Wundmale Christi) nachgesagt. Die für die Indianer neue Religion verbreitete sich schnell.
Ein Sioux-Schamane namens Kicking Bear (Minneconjou) deutete jedoch den Tanz, wie auch die „neue“ Religion völlig anders. Er verbreitete, dass beim Kommen dieser neuen Welt große Naturkatastrophen die Weißen auslöschen würden und dass nur die tanzenden Indianer davon verschont blieben. Danach sollten die Indianer als einzige Überlebende wieder zu ihrer althergebrachten Lebensweise zurückkehren können. Kicking Bear erklärte weiter, dass ein besonderes Gewand, das mit kraftvollen Symbolen versetzt war, die Tänzer unverletzlich machen würde.
Der Sioux-Häuptling Sitting Bull förderte zwar den Geistertanz unter seinem Volk, war sich aber der möglichen Schwierigkeiten, die diese Tänze durch das Zusammentreffen vieler Indianer bei den weißen Soldaten auslösen konnten, bewusst. Eine Intervention seitens der US-Armee aufgrund der Tänze führte 1890 zu Sitting Bulls Tod und löste kurze Zeit darauf das Massaker von Wounded Knee aus.

Wovoka mit Angehörigen der Arapaho, 1923